# UTC+10
| Süd-Sommer-/Nord-NormalzeitSeegebiet | Nord-Sommer-/Süd-NormalzeitStandardzeit ganzjährig |

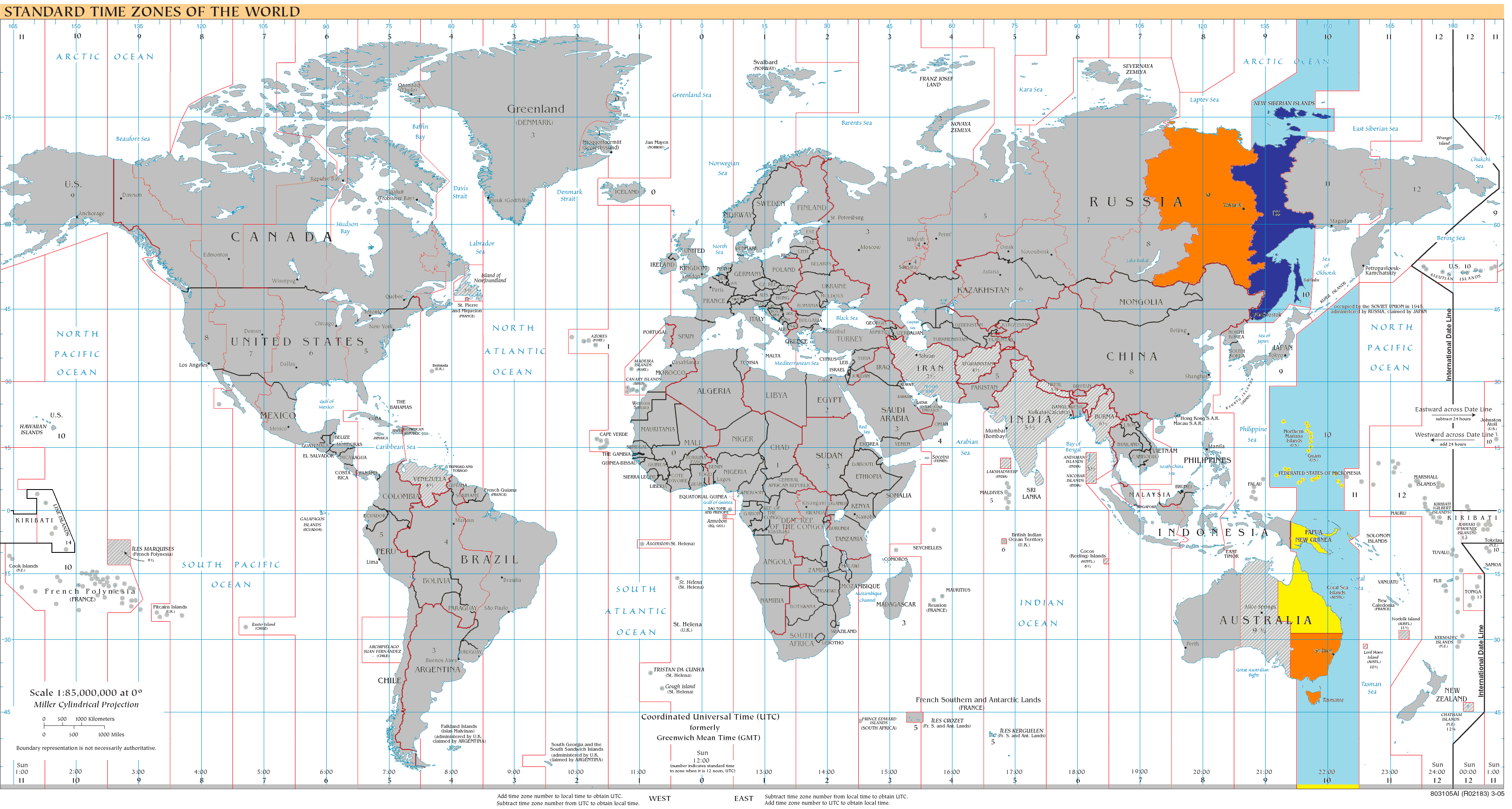
UTC+10:

UTC+10 ist eine Zonenzeit, welche den Längenhalbkreis 150° Ost als Bezugsmeridian hat. Auf Uhren mit dieser Zonenzeit ist es zehn Stunden später als die koordinierte Weltzeit und neun Stunden später als die MEZ.

## Geltungsbereich

### Ganzjährig
- Australien
  -  Queensland
- Föderierte Staaten von Mikronesien
  -  Chuuk
  -  Yap
- Frankreich
  -  Französische Süd- und Antarktisgebiete
    - Adélieland
- Papua-Neuguinea (ausgenommen autonome Region Bougainville)
- Russland
  -  Jüdische Autonome Oblast
  -  Region Chabarowsk
  -  Region Primorje
  -  Republik Sacha (Jakutien)
    - nur in den Ulussen Oimjakon, Ust-Jansk und Werchojansk
- Vereinigte Staaten
  -  Guam
  -  Nördliche Marianen

### Normalzeit (Südliche Hemisphäre)
- Australien
  -  Australian Capital Territory
  -  New South Wales (ausgenommen Broken Hill und Lord-Howe-Insel)
  -  Tasmanien
  -  Victoria